# Ieixivà de Har Etzion
La Iexivà de Har Etzion (ישיבת הר עציון en hebreu) és una ieixivà a l'assentament d'Alon Shvut, un assentament israelià situat en el bloc de Gush Etzion a la Cisjordània ocupada, prop de la ciutat de Jerusalem. La iexivà disposa d'un cos estudiantil d'aproximadament 480 estudiants, és una de les ieixives més grans d'Israel i de l'Àrea de Judea i Samaria.
La majoria dels estudiants són israelians matriculats al programa hesder, que integra l'estudi intensiu a la ieixivà, amb almenys 15 mesos de servei actiu en les Forces de Defensa d'Israel. Els estudiants estrangers després de l'escola secundària també són acceptats després de sotmetre's a una sol·licitud selectiva i a un procés d'entrevista. Molts tornen després de la universitat per estudiar pel rabinat al programa d'ordenació rabínica de la iexivà (l'ordenació és reconeguda pel rabinat israelià) i està afiliada amb el Col·legi Herzog. Més de 550 ex-alumnes procedents de l'estranger han fet Aliyyà, (han emigrat a l'Estat d'Israel), i un alt percentatge d'ells està involucrat a l'educació jueva. Uns altres han seguit carreres acadèmiques prominents en ciències, dret, medicina, enginyeria i matemàtiques. La Ieixivà Darkeinu, és un programa per a homes amb discapacitats del desenvolupament, i es troba en el campus de la ieixivà.

## Història
El 1968 poc després de la Guerra dels Sis Dies, es va fundar un moviment de colons per establir-se a la regió de Gush Etzion. A Yehuda Amital, un destacat rabí i educador jueu, se li va demanar que dirigís la ieixivà. Aharon Lichtenstein va arribar des dels Estats Units poc després, per unir-se amb Amital i per exercir com a director de la ieixivà (rosh ieixivà). La ieixivà va ser establerta primer a l'assentament de Kfar Etzion, després es va traslladar a Alon Shvut, on es va desenvolupar i va esdevenir una institució important. L'actual edifici de la ieixivà va ser acabat en 1977.
El 4 de gener de 2006 els rabins Yaaqov Medan i Baruch Gigi es van unir a Amital i Lichtenstein per exercir com els nous directors de la ieixivà, en previsió de la propera jubilació d'Amital. La participació d'Amital a la ieixivà va acabar efectivament degut a una malaltia, durant els darrers mesos de 2009, i ell va morir el juliol de 2010. Lichtenstein va morir a l'abril de 2015 i el seu fill, Mosheh Lichtenstein, el va reemplaçar com a director de la ieixivà.

## Filosofia educativa i religiosa
Segons la declaració de missió de la ieixivà, advoca per una combinació de l'estudi de la Torà, l'amor pel poble jueu i la Terra d'Israel. L'espiritualitat i l'esforç religiós es barregen amb un missatge de moderació i obertura. La ieixivà fomenta l'estudi seriós, el pensament creatiu, el rigor intel·lectual, el companyerisme amb tots els jueus, independentment del seu nivell d'observança i la seva orientació política, i té una perspectiva universal i humanista. La ieixivà fa servir el mètode Brisk per a l'estudi del Talmud de Babilònia.

## Biblioteques
La ieixivà té dues biblioteques. La biblioteca principal té més de 70.000 volums, a més de CDs, microfilms, una col·lecció de rareses judaiques i llibres antics. El centre de recursos pedagògics del col·legi Herzog complementa la biblioteca principal i ofereix material audiovisual per als professors d'estudis judaics procedents d'Israel i d'altres països.